# Hnyltsche (Ternopil)
Hnyltsche (ukrainisch Гнильче; russisch Hniltsche, polnisch Hnilcze) ist ein Dorf der Ukraine in der Oblast Ternopil.
Das Dorf liegt 17 Kilometer südwestlich der ehemaligen Rajonshauptstadt Pidhajzi und 62 Kilometer südwestlich der Oblasthauptstadt Ternopil nahe der Oblastgrenze zur Oblast Iwano-Frankiwsk.
Am 12. Juni 2020 wurde das Dorf ein Teil der Stadtgemeinde Pidhajzi im Rajon Pidhajzi; bis dahin bildete es zusammen mit den Dörfern Panowytschi (Пановичі) und Tscherwen (Червень) die Landratsgemeinde Hnyltsche (Гнильченська сільська рада/Hnyltschenska silska rada) im Südwesten des Rajons Pidhajzi.
Am 17. Juli 2020 wurde der Ort Teil des Rajons Ternopil.

## Geschichte

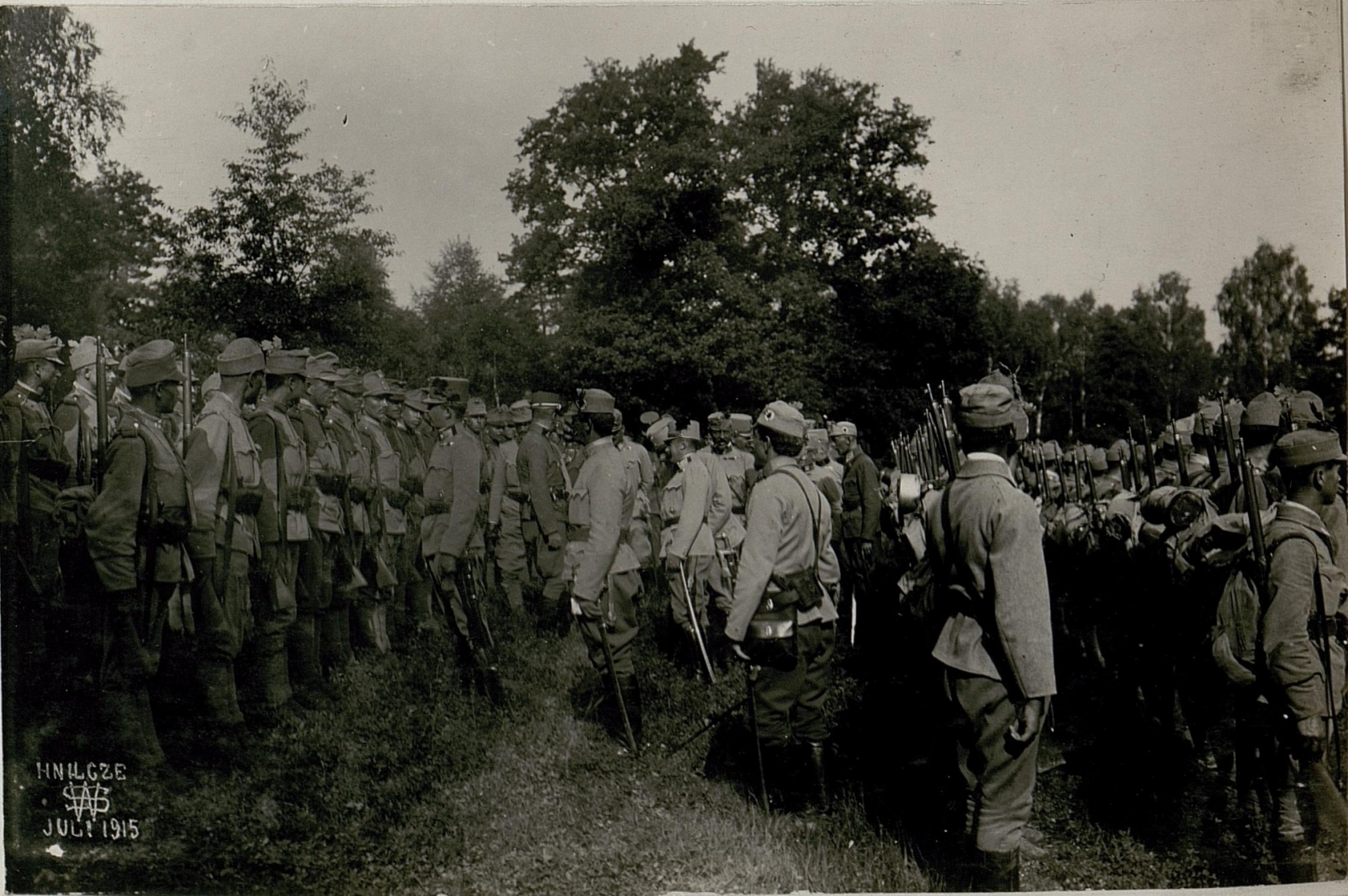
Der Thronfolger inspiziert die Truppen in Hnyltsche

Der Ort wurde 1395 zum ersten Mal schriftlich erwähnt und lag zunächst in der Woiwodschaft Ruthenien als Teil der Adelsrepublik Polen. Von 1772 bis 1918 gehörte er unter seinem polnischen Namen Hnilcze zum österreichischen Galizien und war ab 1867 dem politischen Bezirk Podhajce unterstellt.
Vom 1. September bis 5. September 1916 kam es hier im Rahmen der  Brussilow-Offensive zur Schlacht bei Hnilcze, in deren negativen Verlauf sich die 1. Reserve-Division an den Narajówka zurückziehen musste.
Nach dem Ende des Ersten Weltkrieges kam der Ort zu Polen (in die Woiwodschaft Tarnopol, Powiat Podhajce, Gmina Horożanka), wurde im Zweiten Weltkrieg ab September 1939 von der Sowjetunion und dann ab Sommer 1941 bis 1944 von Deutschland besetzt, hier wurde der Ort in den Distrikt Galizien eingegliedert.
Nach dem Ende des Krieges wurde der Ort der Sowjetunion zugeschlagen, dort kam das Dorf zur Ukrainischen SSR und ist seit 1991 ein Teil der heutigen Ukraine.